# Konkurs Piosenki Eurowizji 1957
2. Konkurs Piosenki Eurowizji został rozegrany w niedzielę, 3 marca 1957 we Frankfurcie nad Menem. Organizatorem konkursu był niemiecki nadawca publiczny ARD. Koncert poprowadził Anaid Iplicjian,
Finał konkursu wygrała Corry Brokken, reprezentantka Holandii z piosenką „Net als toen” autorstwa Willy'ego van Hemerta i Guusa Jansena, za którą zdobyła łącznie 31 punktów.

## Lokalizacja

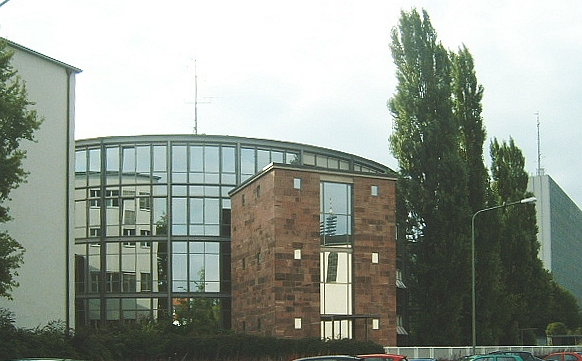
Studio Großer Sendesaal des hessischen Rundfunks

Frankfurt nad Menem znajduje się w kraju związkowym Hesja, który leży po obu stronach rzeki Men u stóp gór Taunus.
Halą, którą wybrano do zorganizowania 2. Konkursu Piosenki Eurowizji, została hala telewizji Hessischer Rundfunk we Frankfurcie. Kiedyś było to centrala nadawania telewizji Hessischer Rundfunk, dzisiaj hala muzyczna.

## Przebieg konkursu
Finał emitowany był głównie przez radio, kilku nadawców pokazało go także w telewizji.

### Zmiany w regulaminie

#### Liczba i długość utworów
W przeciwieństwie do konkursu w 1956, każdy kraj mógł wysłać tylko jednego reprezentanta. Zasady dotyczące długości piosenek nie były sprecyzowane, dlatego w finale konkursu zaprezentowano wówczas najkrótszą („All” Patricii Bredin z Wielkiej Brytanii – 1 min. 52 sek) oraz najdłuższą („Corde della mia chitarra” Nunzio Gallo z Włoch – 5 min. 9 sek.) propozycję w historii. Po finale konkursu dodano zapis o poprawnej długości utworu, który zaznaczył, że każdy zgłoszony utwór może trwać maksymalnie 3 minuty.
Udział duetów
Regulamin konkursu w 1957 zezwolił na udział w stawce konkursowej duetów, dzięki temu Danię reprezentowali Birthe Wilke i Gustav Winckler z utworem „Skibet skal sejle i nat”. Po występie para pocałowała się, a członek ekipy realizacyjnej zapomniał dać uczestnikom znać o zakończeniu występu. Tym samym para odbyła najdłuższy w historii konkursu pocałunek.
Głosowanie
Pierwszy raz w historii konkursu komisje jurorskie z poszczególnych krajów miały możliwość oddawania swoich głosów telefonicznie. Każdy panel sędziowski składał się z dziesięciu osób, a każdy z członków oddawał głos na swój ulubiony utwór. Wprowadzono także zasadę, że żaden z jurorów nie może oddać głosu na utwór reprezentujący jego kraj.

## Kraje uczestniczące
W konkursie wzięło udział 10 krajów, w tym trzy debiutujące: Wielka Brytania, Austria i Dania. W finale wystąpili także reprezentacji krajów-założycieli: Belgia, Luksemburg, Niemcy, Francja, Włochy, Holandia i Szwajcaria.

### Powracający artyści
W konkursie wzięło udział dwóch uczestników inauguracyjnego konkursu w 1956: Corry Brokken z Holandii i Lys Assia, zwyciężczyni konkursu dla Szwajcarii.

## Wyniki
| \| L.p. \| Kraj \| Język[7] \| Artysta \| Piosenka \| Miejsce[1] \| Punkty[1] \| \| ---- \| --------------- \| ------------ \| ------------------------------ \| -------------------------- \| ---------- \| --------- \| \| 1 \| Belgia \| niderlandzki \| Bobbejaan Schoepen \| „Straatdeuntje” \| 8 \| 5 \| \| 2 \| Luksemburg \| francuski \| Danièle Dupré \| „Amours mortes” \| 4 \| 8 \| \| 3 \| Wielka Brytania \| angielski \| Patricia Bredin \| „All” \| 7 \| 6 \| \| 4 \| Włochy \| włoski \| Nunzio Gallo \| „Corde della mia chitarra” \| 6 \| 7 \| \| 5 \| Austria \| niemiecki \| Bob Martin \| „Wohin, kleines Pony?” \| 10 \| 3 \| \| 6 \| Holandia \| niderlandzki \| Corry Brokken \| „Net als toen” \| 1 \| 31 \| \| 7 \| Niemcy \| niemiecki \| Margot Hielscher \| „Telefon, Telefon” \| 4 \| 8 \| \| 8 \| Francja \| francuski \| Paule Desjardins \| „La belle amour” \| 2 \| 17 \| \| 9 \| Dania \| duński \| Birthe Wilke i Gustav Winckler \| „Skibet skal sejle i nat” \| 3 \| 10 \| \| 10 \| Szwajcaria \| francuski \| Lys Assia \| „L’enfant que j’étais” \| 8 \| 5 \| | Legenda: 1. miejsce |              |                                |                            |         |        |
| L.p. | Kraj                | Język        | Artysta                        | Piosenka                   | Miejsce | Punkty |
| 1 | Belgia              | niderlandzki | Bobbejaan Schoepen             | „Straatdeuntje”            | 8       | 5      |
| 2 | Luksemburg          | francuski    | Danièle Dupré                  | „Amours mortes”            | 4       | 8      |
| 3 | Wielka Brytania     | angielski    | Patricia Bredin                | „All”                      | 7       | 6      |
| 4 | Włochy              | włoski       | Nunzio Gallo                   | „Corde della mia chitarra” | 6       | 7      |
| 5 | Austria             | niemiecki    | Bob Martin                     | „Wohin, kleines Pony?”     | 10      | 3      |
| 6 | Holandia            | niderlandzki | Corry Brokken                  | „Net als toen”             | 1       | 31     |
| 7 | Niemcy              | niemiecki    | Margot Hielscher               | „Telefon, Telefon”         | 4       | 8      |
| 8 | Francja             | francuski    | Paule Desjardins               | „La belle amour”           | 2       | 17     |
| 9 | Dania               | duński       | Birthe Wilke i Gustav Winckler | „Skibet skal sejle i nat”  | 3       | 10     |
| 10 | Szwajcaria          | francuski    | Lys Assia                      | „L’enfant que j’étais”     | 8       | 5      |

### Tablica punktacyjna finału
Nadawca publiczny z każdego kraju uczestniczącego wyznaczał 10-osobową komisję jurorską, której każdy z członków przyznawał po jednym punkcie swojej ulubionej piosence.
| \| \| \| Wyniki \| Wyniki \| Wyniki \| Wyniki \| Wyniki \| Wyniki \| Wyniki \| Wyniki \| Wyniki \| Wyniki \| Wyniki \| \| Suma punktów \| Belgia \| Luksemburg \| Wielka Brytania \| Włochy \| Austria \| Holandia \| Niemcy \| Francja \| Dania \| Szwajcaria \| \| \| \| ------------------- \| --------------- \| ---------- \| --------------- \| ------ \| ------- \| -------- \| ------ \| ------- \| ------ \| ---------- \| ------ \| ------ \| \| Uczestnicy konkursu \| Belgia \| 5 \| \| – \| – \| – \| – \| – \| 2 \| – \| 2 \| 1 \| \| Uczestnicy konkursu \| Luksemburg \| 8 \| – \| \| 1 \| 4 \| 3 \| – \| – \| – \| – \| – \| \| Uczestnicy konkursu \| Wielka Brytania \| 6 \| 1 \| 1 \| \| – \| 1 \| 1 \| – \| – \| – \| 2 \| \| Uczestnicy konkursu \| Włochy \| 7 \| 1 \| 1 \| 2 \| \| – \| 2 \| – \| – \| 1 \| – \| \| Uczestnicy konkursu \| Austria \| 3 \| – \| – \| 2 \| – \| \| 1 \| – \| – \| – \| – \| \| Uczestnicy konkursu \| Holandia \| 31 \| 5 \| 3 \| 1 \| 1 \| 6 \| \| 1 \| 4 \| 3 \| 7 \| \| Uczestnicy konkursu \| Niemcy \| 8 \| 1 \| – \| – \| 1 \| – \| – \| \| 6 \| – \| – \| \| Uczestnicy konkursu \| Francja \| 17 \| 2 \| 4 \| 2 \| – \| – \| 1 \| 6 \| \| 2 \| – \| \| Uczestnicy konkursu \| Dania \| 10 \| – \| – \| 2 \| 3 \| – \| 5 \| – \| – \| \| – \| \| Uczestnicy konkursu \| Szwajcaria \| 5 \| – \| 1 \| – \| 1 \| – \| – \| 1 \| – \| 2 \| \| | Legenda: 1. miejsce |            |                 |        |         |          |        |         |       |            |   |   |
| |                     | Wyniki     |                 |        |         |          |        |         |       |            |   |   |
| Suma punktów | Belgia              | Luksemburg | Wielka Brytania | Włochy | Austria | Holandia | Niemcy | Francja | Dania | Szwajcaria |   |   |
| Uczestnicy konkursu | Belgia              | 5          |                 | –      | –       | –        | –      | –       | 2     | –          | 2 | 1 |
| Uczestnicy konkursu | Luksemburg          | 8          | –               |        | 1       | 4        | 3      | –       | –     | –          | – | – |
| Uczestnicy konkursu | Wielka Brytania     | 6          | 1               | 1      |         | –        | 1      | 1       | –     | –          | – | 2 |
| Uczestnicy konkursu | Włochy              | 7          | 1               | 1      | 2       |          | –      | 2       | –     | –          | 1 | – |
| Uczestnicy konkursu | Austria             | 3          | –               | –      | 2       | –        |        | 1       | –     | –          | – | – |
| Uczestnicy konkursu | Holandia            | 31         | 5               | 3      | 1       | 1        | 6      |         | 1     | 4          | 3 | 7 |
| Uczestnicy konkursu | Niemcy              | 8          | 1               | –      | –       | 1        | –      | –       |       | 6          | – | – |
| Uczestnicy konkursu | Francja             | 17         | 2               | 4      | 2       | –        | –      | 1       | 6     |            | 2 | – |
| Uczestnicy konkursu | Dania               | 10         | –               | –      | 2       | 3        | –      | 5       | –     | –          |   | – |
| Uczestnicy konkursu | Szwajcaria          | 5          | –               | 1      | –       | 1        | –      | –       | 1     | –          | 2 |   |

## Międzynarodowi nadawcy oraz głosowanie

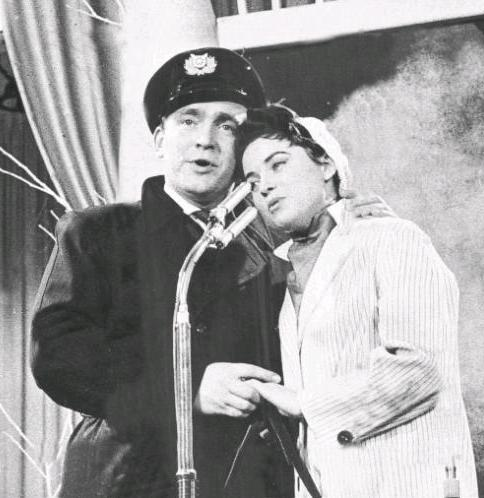
Reprezentanci Danii – Birthe Wilke i Gustav Winckler

Spis poniżej przedstawia kolejność głosowania poszczególnych krajów w 1957 roku wraz z nazwiskami sekretarzy, którzy przekazywali punkty od swojego państwa. Każdy krajowy nadawca miał również swojego komentatora całego wydarzenia, relacjonującego w ojczystym języku przebieg konkursu:

### Kolejność głosowania i krajowi sekretarze
1. Szwajcaria – Mäni Weber
2. Dania – nieznany
3. Francja – Claude Darget
4. Niemcy – Joachim Fuchsberger
5. Holandia – Willem Duys
6. Austria – Karl Bruck
7. Włochy – Nunzio Filogamo
8. Wielka Brytania – David Jacobs
9. Luksemburg – nieznany
10. Belgia – Bob Van Bael

### Komentatorzy
- Austria – Emil Kollpacher (ORF)
- Belgia – Anton Peters (NIR), Janine Lambotte (INR)
- Dania – Gunnar Hansen (Statsradiofonien TV)
- Francja – Robert Beauvais (RTF)[9]
- Holandia – Piet te Nuyl (NTS)[10]
- Luksemburg – Jacques Navadic (Télé-Luxembourg)
- Niemcy – Wolf Mittler (Deutsches Fernsehen)
- Szwajcaria – Georges Hardy (TSR)
- Szwecja – Nils Linnman (Radiotjänst TV)[11]
- Włochy – Bianca Maria Piccinino (Programma Nazionale)
- Wielka Brytania – Berkeley Smith (BBC Television Service), Tom Sloan (BBC Light Programme)